# Stow Bardolph
Stow Bardolph – wieś w Anglii, w hrabstwie Norfolk, w dystrykcie King’s Lynn and West Norfolk. Leży 61 km na zachód od Norwich i 130 km na północ od Londynu. Miejscowość liczy 1014 mieszkańców.